# Udo Bölts
Udo Bölts (ur. 10 sierpnia 1966 w Rodalben) – były niemiecki kolarz szosowy.

## Zarys kariery sportowej
Do jego największych sukcesów zaliczyć można trzy tytuły mistrza Niemiec (1990, 1995, 1999), zwycięstwo w Clásica de San Sebastián w 1996, jak również sukces na jednym z górskich etapów Giro d’Italia w 1992. Jako pierwszy i jak dotąd jedyny Niemiec wygrał w 1996 Critérium du Dauphiné Libéré. Na Mistrzostwach Świata w 1997 wywalczył czwarte miejsce.
W latach 1992-2003 Bölts uczestniczył 12 razy z rzędu w Tour de France i za każdym razem docierał do mety w Paryżu. Obydwa te wyniki są rekordem wśród niemieckich kolarzy. Jego najlepszą pozycją osiągniętą w tym najsłynniejszym wyścigu na świecie było 9. miejsce w 1994. W latach 1996 i 1997 Bölts startował w barwach drużyny Team Telekom, będąc pomocnikiem zwycięzców Touru – Bjarne Riisa oraz Jana Ullricha. Tego ostatniego zagrzewał do walki, kiedy to Ullrich miał chwile słabości na etapie w Wogezach, krzycząc do niego: „Pomęcz się, świnio!” – zawołanie to przeszło do swoistego folkloru kolarskiego.
Kiedy Bölts startował bez przygotowania w zawodach Ironman na Hawajach, jego wieloletni dyrektor sportowy, Walter Godefroot, mówił o nim: „Bölts jest silny, on jest nie do zniszczenia”.
Swoją karierę zawodową Bölts zaczął w 1989 w Team Stuttgart, który w 1991 przekształcił się w Team Telekom. Przed swoim ostatnim sezonem Bölts przeszedł do drużyny Team Gerolsteiner. Po zakończeniu kariery został jednym z jej dyrektorów sportowych. W 2007 zrezygnował z tej funkcji w związku z aferą dopingową, dotyczącą podawania kolarzom zabronionego farmaceutyku – EPO.

## Odznaczenia
- Order Zasługi Nadrenii-Palatynatu